# 私立铭贤学院
私立铭贤学院是曾位于山西省、四川省的一所高等院校。1950年11月被山西省人民政府接管，改为公立学校，随后主要改组为山西农学院。

## 历史沿革
学校的前身可以追溯到1907年孔祥熙在山西省太谷县设立的铭贤学堂。
- 1907年，孔祥熙在太谷南关基督教公理会明道院蒙馆的基础上兴办小学，即铭贤学堂[1]（英語：[2][3]，直译“欧柏林山西纪念学校”，用来纪念在义和团运动中被打死的欧柏林传教士们[2]）。
- 1908年，学校增设中学班。
- 1909年，学校迁址至太谷县城东的孟家花园。
- 1916年秋，学校增设大学预科（相当于高中），分师范、文、理、工、商等科。
- 1927年，学校在國民政府立案。
- 1928年，学校增设农科；1931年，学校增设工科。
- 1937年，因抗日战争，学校辗转运城、陕县、西安、沔县等地，最终于1939年3月迁往了四川省金堂县姚家渡曾家寨。
- 1940年，经国民政府教育部批准立案，铭贤学校正式改成铭贤农工专科学校。学校设农学、工学2部6系[4]，学制3年。
- 1943年，奉国民政府教育部令，学校改组，专科停止招生。校名改为私立铭贤学院，学制改为4年，设有农科、工科、商科3科，农艺、畜牧、农经、机工、纺工、化工、银行、工商管理8个系。
- 1946年铭贤学院准备迁返山西，有些教师和大部分四川学生不愿前来山西，部分转入四川大学有关院系[5]。
- 1947年，学校迁至成都东门外办学[6]。
- 1950年，铭贤学院及铭贤中学（校址在陕西三原）迁返山西省太谷县[7]。
- 1950年12月，中華人民共和國政府宣布冻结所有接受外国资助学校的资金。山西省人民政府根据政务院的有关规定，宣布接管了铭贤学院。
- 1951年7月，山西省人民政府下达了院系调整方案。其中，铭贤学院农科留在太谷县，成立了山西农学院，工科机械系、纺织系和商科工商管理系迁到太原，和山西大学合并（后分别流入太原工学院、西北工学院、中国人民大学）。
- 1951年10月1日，私立铭贤学院被山西省人民政府正式收为公有，学校高中部分并入太原市第五中学，初中部与太原农业技术学校合并成立为山西农学院附属农业技术学校，附属小学由太谷县人民政府接管，改为县立杨家庄小学[8]。